# Comte de Flandres (poire)
La Comte de Flandres est une variété ancienne de poire.

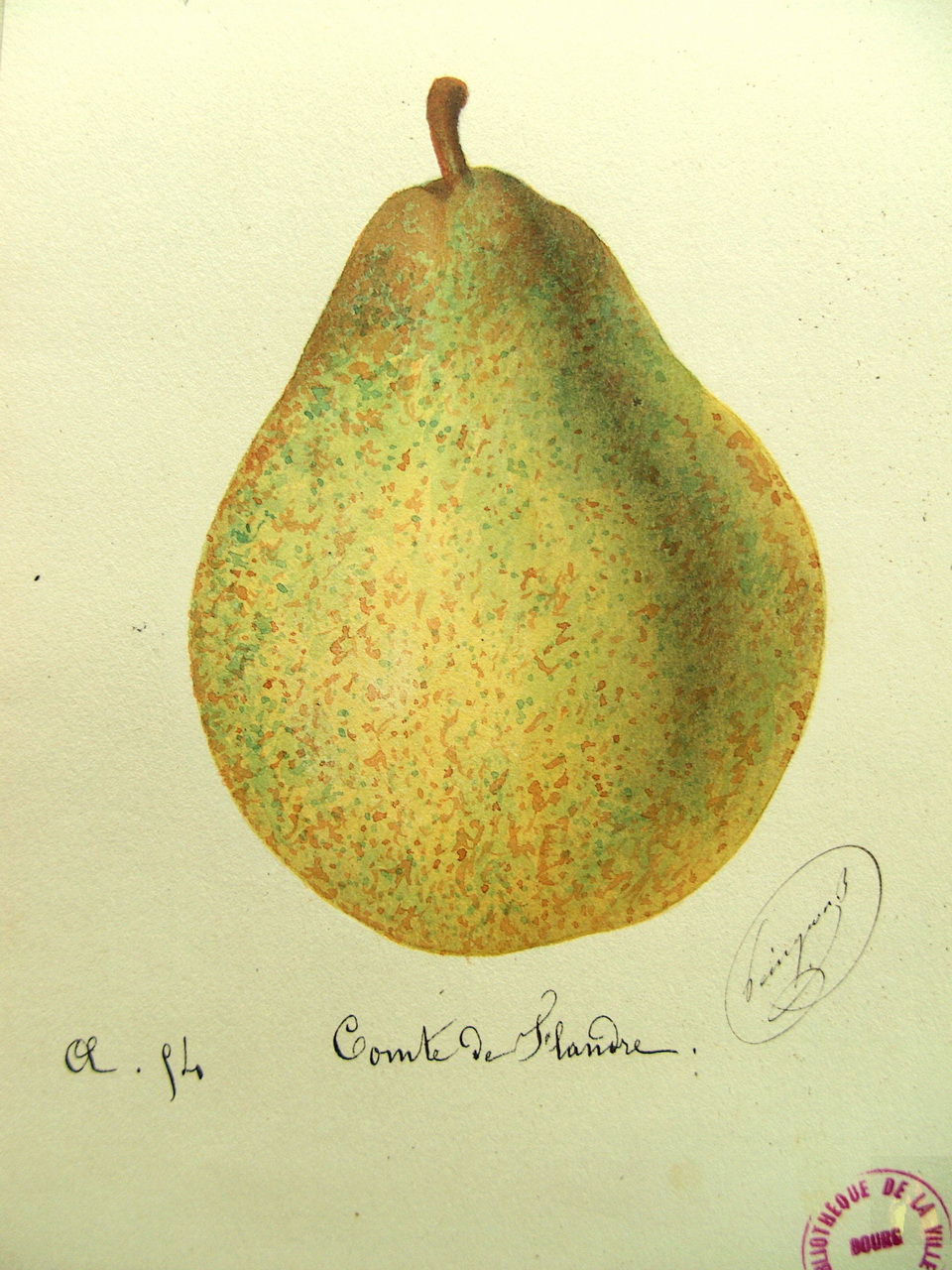
Comte de Flandres, aquarelle d'Alphonse Mas, 1867.

## Synonymes
- Saint-Jean-Baptiste.
- Saint-Jean-Baptiste d'Hiver[1],[2].

## Origine
C'est une création de Van Mons, en 1843, à Louvain, dédiée à S A R le comte de Flandres, frère du roi Léopold II.

## Arbre
La variété est vigoureuse et fertile.

## Fruit
Le fruit est gros, à chair fine, sucrée.
Maturité de fin octobre à décembre.